# Казе Камарано (Салерно)
Казе Камарано је насеље у Италији у округу Салерно, региону Кампанија.
Према процени из 2011. у насељу је живело 15 становника. Насеље се налази на надморској висини од 182 м.